# کاپاکسایا
کاپاکسایا (به اسپانیایی: Capacsaya) یک کوه در پرو است که در منطقه کوسکو واقع شده‌است. کاپاکسایا ۵٬۰۴۴ متر بالاتر از سطح دریا واقع شده‌است.